# Ryoko Takara
Ryoko Takara (高良 亮子, Takara Ryoko), née le 9 avril 1990, est une joueuse internationale de football japonaise.

## Biographie
Le 22 septembre 2013, elle fait ses débuts avec l'équipe nationale japonaise contre l'équipe du Nigeria. Elle compte 3 sélections en équipe nationale du Japon entre 2013 à 2015.

## Statistiques
Le tableau ci-dessous présente les statistiques de Ryoko Takara en équipe nationale
| Équipe du Japon | Équipe du Japon | Équipe du Japon |
| Année           | Matchs          | Buts            |
| --------------- | --------------- | --------------- |
| 2013            | 1               | 0               |
| 2014            | 0               | 0               |
| 2015            | 2               | 0               |
| Total           | 3               | 0               |